# Szegedi Ernő (szobrász)
Szegedi Ernő (Okány, 1933. április 5. – Crowfield (Suffolk, Anglia), 1988. február 16.) szobrászművész.
1933. április 5-én Okány hajdanvolt településrészén, a Lápoldalon látott napvilágot. Alig múlt tíz esztendős, amikor a második világháború poklában egy robbanószerkezet elvitte a jobb kezét.
1953–56 között a Magyar Képzőművészeti Főiskolán tanult, mestere Kisfaludi Strobl Zsigmond volt. 1956-tól – a forradalom leverését követően – Angliában élt. Londonban a Royal College of Arts hallgatója volt, ott is szerzett diplomát.
Rokkantsága ellenére saját kezűleg jachtot épített. 1988. február 21-én az akkor tizenegy éves Gábor nevű kisfiával a La Manche csatornán hajóztak, amikor felborultak és csak gyermekének sikerült megkapaszkodnia. Végakarata szerint szülőfalujában temették el, síremlékét, a pályatársa által készített műalkotást 1991. november 2-án avatták fel.
Közel hetven mellszobrot és több életnagyságú gyermekszobrot készített.
Válogatott csoportos kiállításai 1963–80 között voltak. Szobrai rendszeresen szerepeltek a Royal Academy nagy nyári kiállításain.